# 式部太郎
式部 太郎（しきぶ たろう）は、日本の佐賀県佐賀市出身の俳優、タレント、日本舞踊式部流家元。
藤間 紋緑（ふじま もんろく）、中村 翫輔（なかむら かんすけ）を経て、式部 衛門（しきぶ えもん）となる。
式部 太郎は、俳優名。
所属事務所は、テンダープロ。
- 2011年9月6日日本テレビ「踊る!さんま御殿!!」では、トークゲストとして、テレビ初登場。番組内で、明石家さんまから、「さんまちゃんの好物来ちゃった！」と言われ、オンエア時には、番組冒頭のVTRでも紹介された。
- 2013年1月29日日本テレビ「解決!ナイナイアンサー」では、エンディングのコーナーで、本編とは別枠で「謎の相談員」として紹介され、正体は「おネェ」とナインティナインに暴露された。本人は「おネェ」であることを否定し、「普通のゲイ」と主張。

## 経歴
- 幼少の頃より、日本舞踊、声楽、ピアノ、クラシックバレエなどを学ぶ。
- 1968年 - NHK佐賀児童放送劇団に入団。約2年間、社会科のラジオドラマに出演。
- 1986年 - 藤間流家元藤間勘斎（歌舞伎俳優・人間国宝）より、藤間紋緑の名を許される。
- 1988年 - 内弟子修行を終え、舞踊家として一本立ちする。同時に、俳優になるべく、せりふ、演技、歌、ダンスを勉強し始める。
- 1989年 - 中村流に移籍。同時に歌舞伎俳優で人間国宝の中村芝翫より、中村翫輔の名を許される。
  - 芝翫の直弟子として10年以上にわたり、舞踊のみならず、せりふ、演技の指導も直接受け、芝翫の推薦により、名題俳優扱いで歌舞伎公演に参加。主役、準主役クラスの役を多数務める。
- 1999年 - 中村流を辞め、日本舞踊式部流家元・式部衛門と名乗る。のち、俳優名を式部太郎とし、大劇場で上演される商業演劇の舞台に、活動の場を移す。
- 2011年
  - 活動の場をテレビに広げるべく、舞台俳優、日本舞踊家の活動を一旦休止。
  - テレビ初出演を、9月6日放送の「踊る!さんま御殿!!」のトークゲスト初登場で飾る。

## 出演作品

### テレビ番組
- 2011年9月6日 - 日本テレビ系「踊る!さんま御殿!!」 トークゲスト
- 2013年1月29日 - 日本テレビ系「解決!ナイナイアンサー」相談員

### 主な舞台
- 1982年より、国立大劇場を中心に、舞踊会、舞踊協会公演、新聞社主催公演、自ら開催したリサイタル等で、「京鹿の子娘道成寺」「鏡獅子」「鷺娘」「藤娘」「流星」「お夏狂乱」「吉野山道行」「保名」をはじめとする、歌舞伎舞踊の、女形、立役、双方の主役を200回以上務める。
- 1992年より、中村芝翫の推薦により、名題俳優扱いで歌舞伎公演に参加。
- 1992年 - 公文協文化庁巡業歌舞伎公演 　中村芝翫主演、「重の井子別れ」（双六の腰元役）
- 1993年 - 武満徹ら現代日本作曲家による演奏会で、三枝成章氏の作品で朗読をつとめる。
- 1993年 - 中村橋之助 全国ツアー「元禄花見踊り」主役
- 1993年 - 金比羅歌舞伎「男女道成寺」（所化役）
- 1994年 - 三越歌舞伎 中村福助主演「重の井子別れ」（双六の腰元役）
- 1994年 - 自主公演で、一人芝居上演。
- 1994年 - 中村福助 全国ツアー「お染の五役」(女猿曳き お駒役・準主役）
- 1996年 - 中村橋之助 全国ツアー「元禄花見踊り」主役
- 1999年 - 式部流を創流後、家元とし、指導に専念。
- 2004年 - 舞踊家としての活動を休止し、俳優として舞台に復帰した。
- 2004年 - 松井誠公演 全国ツアー（東京、神奈川、愛知）「唐人お吉」（鶴松の母役・準主役）
- 2004年 - 大阪新歌舞伎座 錦秋公演（越後屋番頭役）
- 2006年 - 明治座 川中美幸特別公演（番太郎役）
- 2008年 - 松竹制作協力プロデュース公演「極付　森の石松」（見受山鎌太郎役）